# Alesztar
Alesztar (perski: الشتر) – miasto w Iranie, w ostanie Lorestan. W 2006 roku miasto liczyło 28 306 mieszkańców w 12 033 rodzinach.